# Silnice II/146
Silnice II/146 je silnice II. třídy v okrese České Budějovice. Spojuje města Hluboká nad Vltavou a Lišov, je dlouhá 18 kilometrů. Na trase leží obce Lhotice, Kolný, Velechvín a Levín.

## Dopravní intenzity
Na území města Hluboká projede po silnici cca 4000 vozidel za 24 hodin. Ve zbylém úseku je to cca 3200 voz/24h.

## Vedení silnice
- Silnice II/105
- Hluboká nad Vltavou, křížení s III/10580a
  - Zámostí, křížení s III/10575, III/1461 a III/1472
- křížení s III/1463 a III/1464
- II/603
- MÚK s I/3
- Lhotice
- III/14626
- III/1465
- Kolný
- Velechvín
- Hrutov, křížení s III/1466, III/1481
- Levín
- Lišov, křížení s II/34

## Související silnice III. třídy
- III/1461 Zámostí – Hosín (III/1463) – Borek (II/603 a I/3)
- III/1462 odbočka z III/1461 k žst. Hluboká-Zámostí
- III/1463 Hosín – III/1463a – II/146 a III/1464
- III/1463a spojka z III/1463 na II/603 kolem letiště
- III/1464 odbočka z křižovatky II/146 a III/1463 na Dobřejovice
- III/1465 Kolný – Červený Újezdec
- III/1466 spojka II/146 a III/1481 v Hrutově
- III/1467 odbočka z III/1468 na Hvozdec
- III/1468 Lišov (I/34, II/148) – III/1467 – Zvíkov (III/1469) – Ortvínovice – Hlincová Hora – Rudolfov (II/634)
- III/1469 Zvíkov (III/1468) – Vlkovice (III/14610) – III/14613 – Libín – Spolí – Domanín (II/155)
- III/14610 Vlkovice – Štěpánovice (I/34) – III/15512
- III/14611 Suché Vrbné (II/157) – Dobrá Voda u Českých Budějovic – Třebotovice (III/0341) – Kaliště – Zaliny – Ledenice (III/14613) – II/157
- III/14612 odbočak z křižovatky III/14611 a III/0341 na Třebotovice
- III/14613 I/34 – III/1469 – Slavošovice – Ledenice (III/14611)
- III/14615 odbočka z II/157 na Ohrazení
- III/14616 odbočka z II/157 na Zborov
- III/14618 spojka II/157 a II/157 přes Ostrolovský Újezd
- III/14619 odbočka z II/157 k žst. Borovany
- III/14620 odbočka z II/157 na Lniště
- III/14621 II/157 – Mohuřice – III/14622 – Slavče – Záluží – Dolní Lhotka – Dobrkovská Lhotka
- III/14622 III/14621 – II/157 – Keblany
- III/14623 Besednice (II/157) – III/14624 – Ločenice (III/1567)
- III/14624 odbočka z III/14623 na Nesměň
- III/14625 Besednice (II/157) – Soběnov
- III/14626 Lhotice – Červený Újezdec